# .cw
.cw ist die länderspezifische Top-Level-Domain (ccTLD) des Staates Curaçao.

## Geschichte
Sie ist durch die Auflösung der Niederländischen Antillen entstanden, im Zuge derer das Land ein eigenes Kürzel in der ISO-3166-1-Kodierliste erhielt. In der sogenannten Root Zone des Domain Name System ist .cw bereits seit dem 20. Dezember 2010 eingetragen, für ihre Verwaltung ist die University of Curacao (Universität von Curacao) mit Hauptsitz in Willemstad zuständig. Zunächst wurde die Domain nicht aktiv verwendet, nach etwa einem Jahr begann der aktive Betrieb in der offiziellen Vergabestelle im Oktober 2011.

## Eigenschaften
Inhaber einer ccTLD .an, die wegen der Auflösung der ehemaligen Niederländischen Antillen zum 31. Juli 2015 endgültig gelöscht wurde, hatten bis einschließlich August 2013 die Möglichkeit, bevorzugt entweder die entsprechende .cw- oder .sx-Domain zu registrieren. Neben .cw gibt es noch die Second-Level-Domains .net.cw sowie .com.cw, die laut Vergabestelle als Alternative zu .net und .com dienen sollen. Die Vergabekriterien für die ccTLD .cw sehen vor, dass die eine Domain beantragende Organisation oder Einrichtung einen offiziellen Nachweis ihrer tatsächlichen Präsenz in Curacao vorlegen muss. Zum Beispiel durch eine Registrierung bei der örtlichen Handelskammer.